# György Ernő
György Ernő, 1905-ig Grosz Ernő (Nagyvárad, 1888. április 13. – Budapest, 1977. október 14.) ügyvéd, jogász, szakíró, egyetemi tanár, az állam- és jogtudományok doktora (1968), György Pál (1893–1976) táplálkozáskutató, gyermekgyógyász orvos, egyetemi tanár bátyja, Nagy Endre (1877–1938) kabarészerző unokatestvére.

## Életpályája
Grosz Menyhért (1862–1941) orvos és Popper Adél (1870–1912) gyermekeként született zsidó családban. Apja a nagyváradi László Király szabadkőműves páholy főmestere volt. Tanulmányait szülővárosában kezdte, ahol 1906-ban érettségi vizsgát tett. Három évvel később a Kolozsvári Magyar Királyi Ferenc József Tudományegyetemen jogtudományi doktori oklevelet szerzett. 1912-ben Marosvásárhelyen ügyvédi vizsgát tett. 1912 és 1914 között Nagyváradon praktizált. Az első világháborúban frontszolgálatot teljesített. 1918–1919-ben a Közélelmezési Minisztérium jogi előadója volt. A Tanácsköztársaság idején a Közellátási Népbiztosság osztályvezetőjeként működött. 1919 és 1926 között Budapesten ügyvédként praktizált, majd 1926-tól az Országos Hitelvédő Egylet igazgató-jogtanácsosa lett. A második világháború után ismét ügyvédként dolgozott. 1946-ban a Pázmány Péter Tudományegyetem Jog- és államtudományi karán a Gazdasági jog című tárgykörből magántanári képesítést szerzett. 1946 és 1950 között a Pázmány Péter Tudományegyetem, illetve az Eötvös Loránd Tudományegyetem ÁJTK magántanára volt. 1948 és 1950 között a Közületi Egyeztető Döntőbizottság alapító elnöke, majd 1950 és 1953 között a Legfelsőbb Bíróság Központi Járásbíróságának bírája. 1953 és 1957 között az Ásványolaj Forgalmi Vállalat, 1957 és 1970 között a Hírlap Külkereskedelmi Vállalat jogtanácsosaként dolgozott. 1957-ben A szerződések jogi szabályozásának átalakulása a magyar jogrendszerben című kandidátusi értekezésének megvédésével elnyerte a kandidátusi fokozatot. 1972-ben az állam- és jogtudományok doktorává avatták. Ugyanebben az évben a Magyar Iparjogvédelmi Egyesület – melynek alapítótagja volt – fennállásának 10. évfordulóján tartott közgyűlésen megkapta az Iparjogvédelmi Emlékérmet. A Magyar Jogász Szövetség nemzetközi jogi osztályának vezetőségi tagja volt.
A Farkasréti temetőben nyugszik.

## Családja
Házastársa Kende Paula volt, Kende Miksa orvos és Oblath Kornélia lánya, akit 1914. január 11-én Budapesten, a Ferencvárosban vett nőül. A budai református lelkészi hivatal igazolványai szerint a férj és a feleség 1919. június 26-án a református vallásra tért át.

## Díjai, elismerései
- A Magyar Jogász Szövetség Pályadíja (1953)
- Munka Érdemrend ezüst fokozata (1968)[10]
- Iparjogvédelmi Emlékérem (1972)

## Főbb művei
- A könyvkövetelések leszámítolása. Egyetemi doktori értekezés is. (Budapest, 1910)
- A járadékok árfolyamcsökkentésének mérlegbeállítása (Pénzintézeti Szemle, 1910)
- A szabadalmi perek költségeinek végrehajthatósága (Ipari Jogvédelem, 1911)
- Nagyvárad város lakbérleti szabályrendeletének magyarázata. Összeállította. (Nagyvárad, 1913)
- Magántisztviselők felmondása és végkielégítése (Budapest, 1919)
- Hogyan kell az adóvallomásokat kitölteni? (Budapest, 1921)
- Adózás, egyéni cég vagy részvénytársaság? Az adózási szempont. Az egyéni cég átalakulása részvénytársasággá. Bodroghy Józseffel. (Az OMKE Könyvtára. Budapest, 1921)
- A tudományos munka jogi védelme (Jogtudományi Közlöny, 1925)
- A case method (Polgári Jog, 1925)
- A német ingatlanjog (Polgári Jog, 1926)
- Részvényjogunk reformja és az angol–amerikai részvényjog. – Az alkalmazotti fizetések lefoglalásának kérdéséhez. (Polgári Jog, 1927)
- Köztartozások és hitelvédelem (Budapest, 1927)
- Kezesség (Budapest, 1927)
- A fizetésképtelenségi válság (Budapest, 1928)
- Hitelvédelmi szempontok és az okirati illetékek reformja (Illetékügyi Közlöny, 1928)
- Biztosítékszerzés a kereskedelmi forgalomban. Bizomány, tulajdonjog-fenntartás és zálog (Budapest, 1928)
- A követelések engedményezése és leszámítolása (Budapest, 1928)
- A kényszerességi likvidáció (Polgári Jog, 1929)
- Az építőipar hitelvédelmi problémái (Budapest, 1929)
- Neue Weg des Insolvenzrechtes (Wien, 1930)
- A válságjog kialakulása (Jogtudományi Közlöny, 1932)
- Az infláció mérlege (Közgazdasági Könyvtár. Budapest, 1932)
- Újabb fejezetek a válságjog köréből (Budapest, 1934)
- A nemzetközi fizetésképtelenségi jog problémái (Budapest, 1934)
- Újabb fejezetek a válságjog köréből. 1–3. (Jogtudományi Közlöny, 1934)
- A hitelélet reformproblémái (Budapest, 1935)
- Tíz év fizetésképtelenségének tanulságai (Budapest, 1936)
- Irányított gazdálkodás, állami beavatkozás és a jogrendszer elváltozásai (Budapest, 1937)
- A mezőgazdasági hitelválság tanulságai (Közgazdasági Szemle, 1937)
- Jog és valóság (Szladits-emlékkönyv. Budapest, 1938)
- A nemzeti jövedelemszámítás és adóstatisztika problémái (Budapest, 1938)
- A mezőgazdasági magánegyességi eljárás irányelvei (Budapest, 1939)
- A gazdasági őrségváltás mérlege (Budapest, 1945)
- A hitel biztosítékai. Kezesség, zálogjog ingó dolgon, biztosítás, engedmény (A TÉBE Könyvtára. Budapest, 1946, 2. bővített és átdolgozott kiadás. 1947)
- Svájci jogszabályok az elhurcolt javak visszaszolgáltatása tekintetében (Jogtudományi Közlöny, 1946)
- A békeszerződés és a nemzetközi magánjog elvi változásai (Budapest, 1947)
- Előreteljesítés és gazdasági lehetetlenülés (Jogtudományi Közlöny, 1947)
- Rossz üzlet a fasizmus (Budapest, 1948)
- A gazdaságjog szerkezeti változásai (Budapest, 1948)
- A nemzeti vállalatok megnyitó mérlegének jogi vonatkozásai (Budapest, 1948)
- A tiltott ügylet joghatásai. – Tanács-Magyarország gazdasági vonatkozású rendelkezései (Jogtudományi Közlöny, 1950)
- A társadalmi rend változásának hatása a fennálló kötelmekre. – Magyar devizajog (Jogtudományi Közlöny, 1951)
- A szocialista szervezetek jog- és perképessége (Jogtudományi Közlöny, 1952)
- A garanciaszerződés (Jogi problémák a nemzetközi kereskedelemben. Tanulmányok. II. Budapest, 1957)
- A szerződések jogi szabályozásának átalakulása a magyar jogrendszerben. Monográfia és kandidátusi értekezés is. (Budapest, 1957)
- A kezesség. – A garanciaszerződés (Fizetési forgalom a nemzetközi kereskedelemben. Budapest, 1959)
- Kárveszélyviselési problémák a vételi szerződés körében (A nemzetközi gazdasági kapcsolatok jogi problémái. Tanulmányok. Budapest, 1963)
- A békés egymás mellett élés elvének jogi követelményei a gazdasági kapcsolatok körében (Jogtudományi Közlöny, 1963)
- Külkereskedelmi vonatkozású tervszerződések. Katona Péterrel, Ujlaki Lászlóval. (Budapest, 1963)
- A vállalati együttműködés újabb követelményei. – A nemzetközi pénzügyi kapcsolatok jogi problémái (Jogtudományi Közlöny, 1964)
- Új szerződésformák a tervszerződések területén (A tervszerződések kérdései. Budapest, 1965)
- A tervszerződéseket érintő új szabályozások a szocialista országokban (Jogtudományi Közlöny, 1965)
- A gazdasági verseny jogi szabályozásának nemzetközi magánjogi és összehasonlító jogi vonatkozásai (Jogtudományi Közlöny, 1968)
- Kereskedelmi társasági jog (Budapest, 1969)
- A Munkaügyi Minisztérium és a Szakszervezetek Országos Tanácsa elvi állásfoglalásainak felülvizsgálata (Jogtudományi Közlöny, 1970)
- A versenyjog és az iparjogvédelem kapcsolódásai (Jogtudományi Közlöny, 1971)
- A piaci magatartás és a gazdasági verseny jogi kérdései. Monográfia és doktori értekezés. (Budapest, 1971)
- Az Európai Gazdasági Közösségnek a monopolhelyzetet érintő versenyszabályozási rendszere (Külgazdaság, 1972)
- A gazdasági verseny külkereskedelmi vonatkozásai (Budapest, 1973)
- A vállalati magatartásnak, gazdasági versenynek a dolgozókkal kapcsolatos vonatkozásai (Jogtudományi Közlöny, 1973)
- A jogsértő piaci magatartás, a tisztességtelen gazdasági haszon gazdasági szankciói (Jogtudományi Közlöny, 1975)
- A propaganda és a termékjelölés jogi vonatkozásai a nemzetközi gazdasági kapcsolatok tükrében (Külgazdaság, 1976)
- A gazdasági verseny jogi kérdései (Budapest, 1976)
- A monopol vállalati helyzetet érintő szabályozások nemzetközi vonatkozásai (Külgazdaság, 1977).